# S-Bahn Dresden

Logo S-Bahn Dresden

Die S-Bahn Dresden ist ein wesentlicher Teil des Angebots im Öffentlichen Personennahverkehr in Dresden und im Ballungsraum Dresden. Sie wird im Auftrag des Verkehrsverbundes Oberelbe (VVO) von der DB Regio Südost mit derzeit vier Linien auf einem Streckennetz von 166 Kilometern Länge betrieben. Einzelne Verkehrsleistungen während der werktäglichen Hauptverkehrszeit erstrecken sich auch auf das Gebiet des Verkehrsverbundes Mittelsachsen.
Auf einer Reihe von Vorortstrecken rund um Dresden wurde am 29. September 1974 der S-Bahn-Tarif eingeführt. Die Bezeichnung „S-Bahn“ für das System wurde aber erst seit dem 31. Mai 1992 offiziell benutzt, davor sprach man vom Stadt- und Vorortverkehr, kurz SV-Verkehr. Seit 24. Mai 1998 gilt bei der S-Bahn Dresden der VVO-Tarif. Außerhalb Dresdens verkehrt sie unter anderem in die Mittelstädte Freital, Meißen, Pirna, Radebeul, Coswig, seit 9. Dezember 2007 nach Freiberg, sowie seit 12. Dezember 2021 nach Radeberg, Pulsnitz und Kamenz. Alle vier S-Bahn-Linien bedienen den Dresdner Hauptbahnhof.
Laut Angaben der Deutschen Bahn von 2011 war die S-Bahn Dresden diejenige mit der höchsten Kundenzufriedenheit in Deutschland. 2023 kritisierte der Fahrgastverband Pro Bahn eine „mangelhafte Betriebsqualität“ und die DB Regio Südost und der Verkehrsverbund Oberelbe räumten eine schlechte Qualität ein.

## Fahrzeugeinsatz

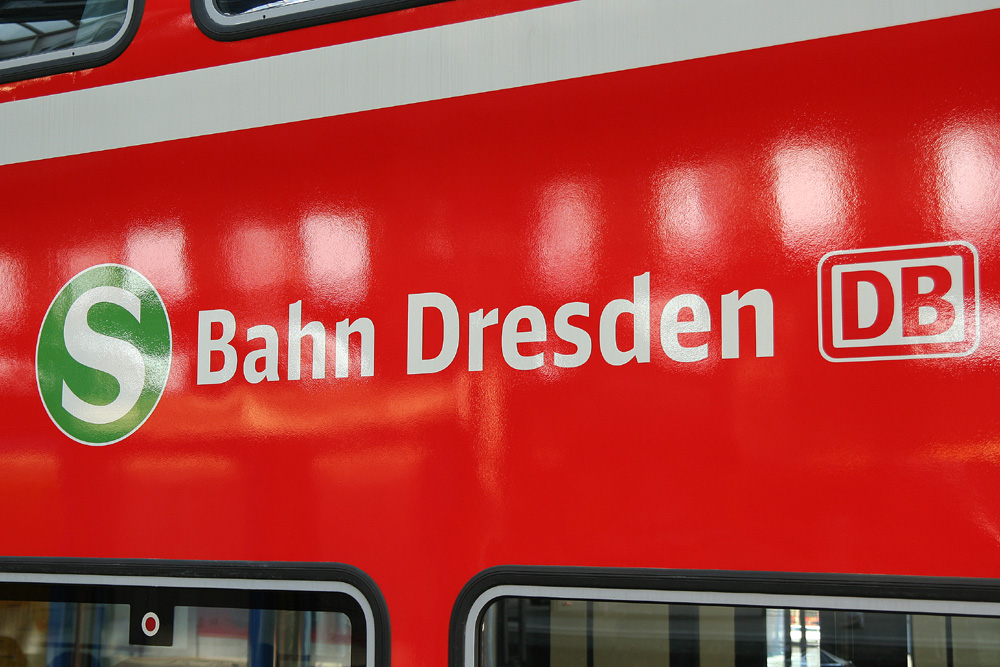
Logo der S-Bahn Dresden an einem Doppelstockwagen

Auf den Linien S1 bis S3 werden lokomotivbespannte Doppelstock-Wendezüge eingesetzt. Alle Züge verfügen über die 1. und 2. Wagenklasse. Außerdem sind sie, wie bei S-Bahn-Betrieben der Deutschen Bahn AG üblich, als „S-Bahn Dresden“ gekennzeichnet. Der Einsatz von Doppelstockwagen bei einer S-Bahn ist ungewöhnlich, da der Fahrgastwechsel bei einstöckigen Wagen im Üblichen etwas schneller vonstattengeht.
Ab 16. Juli 2007 wurden schrittweise 53 neue Doppelstockwagen (13 Steuer- und 40 Mittelwagen) durch das Görlitzer Bombardier-Werk geliefert, die auf den Linien S 1 und S 3 zum Fahrplanwechsel am 9. Dezember 2007 die alten Doppelstockwagen ersetzten. Das Investitionsvolumen der bis zu 160 km/h schnellen Wagen belief sich auf 72 Millionen Euro. Am gleichen Tag ging ein neues Ausbesserungswerk des Nahverkehrs im als Abstellbahnhof genutzten Bahnhof Dresden-Altstadt in Betrieb. Die neuen Fahrzeuge wurden bis zum Fahrplanwechsel im Dezember 2007 vollständig ausgeliefert.
Die Lokomotiven entstammen den Baureihen 143, 146.0 und 146.2. Der zwischenzeitliche Einsatz der Baureihe 182 endete zum Fahrplanwechsel im Dezember 2015.
Zum Fahrplanwechsel im Dezember 2018 verfügte die S-Bahn Dresden über 20 Doppelstockwagen des Baujahrs 2003 und 53 Doppelstockwagen des Baujahrs 2007. Bis Dezember 2023 standen zudem auf Konstruktionen der Deutschen Reichsbahn beruhende und in den 1990er Jahren modernisierte Doppelstockwagen der Gattung DBuza747.4 im Einsatz, zuletzt vier Stück. Anschließend wurden sie an das private Eisenbahnunternehmen Wedler Franz Logistik verkauft; ab September 2024 wurden fünf Wagen dieser Gattung jedoch zur zeitweiligen Verstärkung der Linie S 1 wieder angemietet.
2019 wurden Überlegungen des Verkehrsverbundes Oberelbe bekannt, für die S-Bahn Dresden 15 Bombardier-Twindexx-Vario-Triebwagen zu bestellen und diese gemeinsam mit den bereits vorhandenen Mittelwagen verkehren zu lassen. Diese Triebwagen sollten auf Verstärkerleistungen auf den Linien S1 und S2 verkehren und so die Lokomotiven der Reihe 143 ablösen. Für die Finanzierung erhoffte man sich Unterstützung vom Freistaat Sachsen, da die notwendigen Investitionen im Rahmen des noch bis Dezember 2027 laufenden S-Bahn-Verkehrsvertrages durch DB Regio und den Verkehrsverbund nicht finanziert werden könnten. Das Sächsische Staatsministerium für Wirtschaft, Arbeit und Verkehr erachtete die Förderung des Vorhabens in der angedachten Form jedoch als vergaberechtlich kritisch. Mangels finanzieller Förderung durch das Land erfolgte keine Beschaffung durch VVO und / oder DB Regio. Es werden weiterhin ausschließlich lokbespannte Züge zum Einsatz kommen.
Seit dem 12. Dezember 2021 gilt für das sogenannte „VVO-Dieselnetz“ ein neuer Verkehrsvertrag. Die frühere RB 34 Dresden Hbf – Kamenz wird seitdem als S 8 bezeichnet, eingesetzt werden Triebwagen der DB-Baureihe 642.
Spätestens 2027 sollen die Loks der Baureihe 143 „durch leistungsstärkere Fahrzeuge“ abgelöst sein, außerdem sollen die Doppelstockwagen ein Re-Design und WLAN erhalten.

## Stationen

### S-Bahnhöfe in der Dresdner Innenstadt
- Dresden Hauptbahnhof (Zugang zur Innenstadt; Übergang zum Fern- und Regionalverkehr sowie zur Straßenbahn und zum Bus)
- Dresden Freiberger Straße (Zugang zur Innenstadt und zum World Trade Center Dresden; Übergang zur Straßenbahn)
- Dresden Mitte (Zugang zur Messe Dresden und zum Kongresszentrum Dresden sowie zum Heinz-Steyer-Stadion; Übergang zur Straßenbahn und zum Bus)
- Dresden-Neustadt (Übergang zum Fern- und Regionalverkehr sowie zur Straßenbahn und zum Bus)

## Linien
Das Netz der S-Bahn Dresden umfasst eine jährliche Leistung von 3,1 Millionen Zugkilometern. Es besteht aus folgenden Linien:
| Linie | Strecke | Halte | Länge   | Reisezeit | Mittlere Reisegeschwindigkeit | Takt | Traktion                                                                    |
| ----- | --- | ----- | ------- | --------- | ----------------------------- | --- | --------------------------------------------------------------------------- |
| S1    | Meißen-Triebischtal – Coswig – Radebeul Ost – Dresden-Neustadt – Dresden Hbf – Heidenau – Pirna – Bad Schandau – Schöna | 33    | 77,0 km | 95 min    | 48 km/h                       | 30′ (Meißen-Triebischtal – Bad Schandau) 60′ (Bad Schandau – Schöna) 10/20′ (Meißen-Triebischtal – Pirna, nur HVZ) | Baureihe 143 oder Baureihe 146.0 oder Baureihe 146.2 mit 4 Doppelstockwagen |
| S2    | Dresden Flughafen – Dresden-Neustadt – Dresden Hbf (– Heidenau – Pirna)                                                 | 17    | 32,1 km | 46 min    | 42 km/h                       | 30′ (Dresden Hbf – Pirna, nicht Sonntag)                                                                           | Baureihe 143 oder Baureihe 146.2 mit 3 Doppelstockwagen                     |
| S3    | Dresden Hbf – Freital-Hainsberg – Tharandt (– Klingenberg-Colmnitz – Freiberg)                                          | 12    | 40,1 km | 43 min    | 56 km/h                       | 30′ (Dresden Hbf – Tharandt) 60′ (Tharandt – Freiberg, nur HVZ)                                                    | Baureihe 143 mit 2 Doppelstockwagen                                         |
| S8    | Dresden Hbf – Dresden-Neustadt – Radeberg – Pulsnitz – Kamenz                                                           | 13    | 48,4 km | 48 min    | 60 km/h                       | 30′ (HVZ) 60′ (NVZ)                                                                                                | Siemens Desiro Classic                                                      |

### Linie S 1

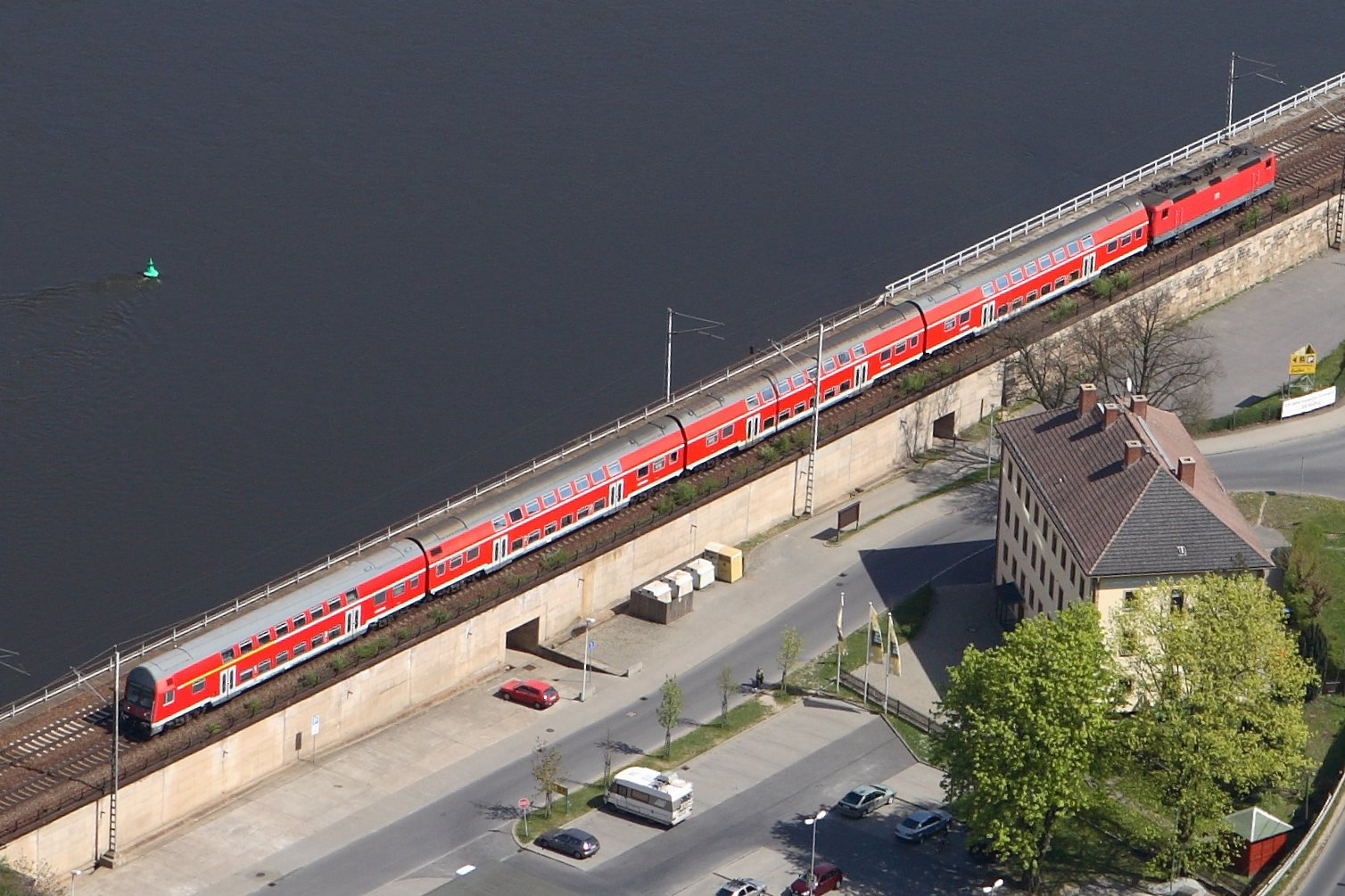
S-Bahn in Königstein

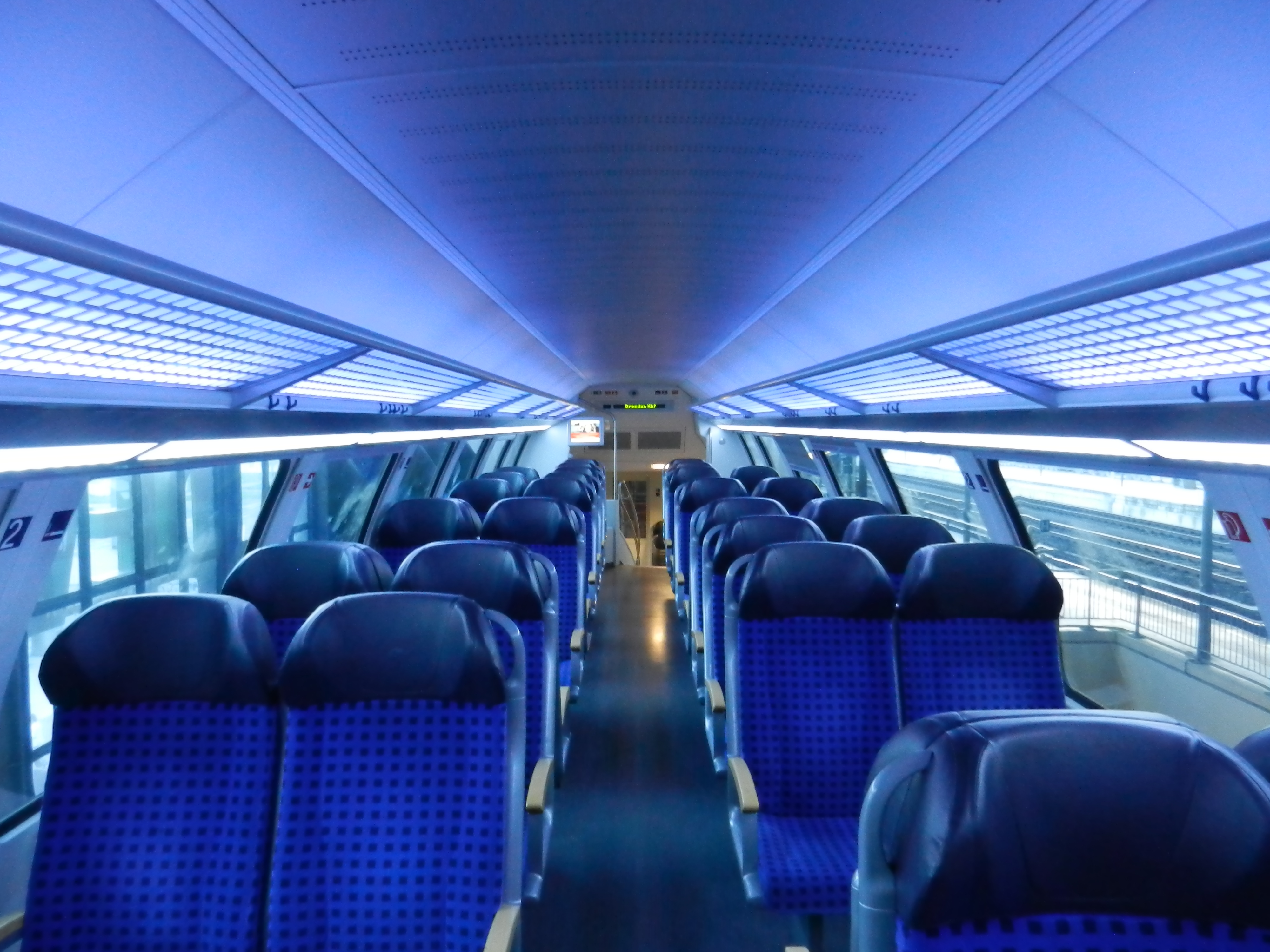
Ein Doppelstockwagen von 2007 mit bläulicher LED-Beleuchtung. Die Wagen sind weltweit die ersten ihrer Art, die die gesamte Beleuchtung mit LEDs realisieren.

| Kursbuchstrecke (DB): | 241.1                |                               |                               |
| Streckenlänge: | 77,0 km              |                               |                               |
| Spurweite: | 1435 mm (Normalspur) |                               |                               |
| |                      |                               |                               |
| \| \| 0 \| Meißen Triebischtal \| Meißen Triebischtal \| \| \| 1 \| Meißen Altstadt \| Meißen Altstadt \| \| \| 2 \| Meißen \| Meißen \| \| \| 6 \| Neusörnewitz \| Neusörnewitz \| \| \| 10 \| Coswig (b Dresden) \| Coswig (b Dresden) \| \| \| 12 \| Radebeul-Zitzschewig \| Radebeul-Zitzschewig \| \| \| 14 \| Radebeul-Kötzschenbroda \| Radebeul-Kötzschenbroda \| \| \| 16 \| Radebeul-Weintraube \| Radebeul-Weintraube \| \| \| 18 \| Radebeul Ost \| Radebeul Ost \| \| \| 20 \| Dresden-Trachau \| Dresden-Trachau \| \| \| 22 \| Dresden-Pieschen \| Dresden-Pieschen \| \| \| 23 \| Dresden Bischofsplatz \| Dresden Bischofsplatz \| \| \| 24 \| Dresden-Neustadt \| Dresden-Neustadt \| \| \| 26 \| Dresden Mitte \| Dresden Mitte \| \| \| 27 \| Dresden Freiberger Straße \| Dresden Freiberger Straße \| \| \| 28 \| Dresden Hbf \| Dresden Hbf \| \| \| 30 \| Dresden-Strehlen \| Dresden-Strehlen \| \| \| 33 \| Dresden-Reick \| Dresden-Reick \| \| \| 34 \| Dresden-Dobritz \| Dresden-Dobritz \| \| \| 36 \| Dresden-Niedersedlitz \| Dresden-Niedersedlitz \| \| \| 37 \| Dresden-Zschachwitz \| Dresden-Zschachwitz \| \| \| 39 \| Heidenau \| Heidenau \| \| \| 40 \| Heidenau Süd \| Heidenau Süd \| \| \| 42 \| Heidenau-Großsedlitz \| Heidenau-Großsedlitz \| \| \| 45 \| Pirna \| Pirna \| \| \| 50 \| Obervogelgesang (Kr Pirna) \| Obervogelgesang (Kr Pirna) \| \| \| 54 \| Stadt Wehlen (Sachs) \| Stadt Wehlen (Sachs) \| \| \| 58 \| Kurort Rathen (Kr Pirna) \| Kurort Rathen (Kr Pirna) \| \| \| 64 \| Königstein (Sächs Schweiz) Hp \| Königstein (Sächs Schweiz) Hp \| \| \| 68 \| Bad Schandau \| Bad Schandau \| \| \| 69 \| Krippen \| Krippen \| \| \| 75 \| Schmilka-Hirschmühle \| Schmilka-Hirschmühle \| \| \| 77 \| Schöna \| Schöna \| |                      |                               |                               |
| S-Kopfbahnhof Streckenanfang | 0                    | Meißen Triebischtal           | Meißen Triebischtal           |
| S-Bahnhof | 1                    | Meißen Altstadt               | Meißen Altstadt               |
| S-Bahnhof | 2                    | Meißen                        | Meißen                        |
| S-Bahn-Halt | 6                    | Neusörnewitz                  | Neusörnewitz                  |
| S-Bahnhof | 10                   | Coswig (b Dresden)            | Coswig (b Dresden)            |
| S-Bahn-Halt | 12                   | Radebeul-Zitzschewig          | Radebeul-Zitzschewig          |
| S-Bahn-Halt | 14                   | Radebeul-Kötzschenbroda       | Radebeul-Kötzschenbroda       |
| S-Bahn-Halt | 16                   | Radebeul-Weintraube           | Radebeul-Weintraube           |
| S-Bahnhof | 18                   | Radebeul Ost                  | Radebeul Ost                  |
| S-Bahn-Halt | 20                   | Dresden-Trachau               | Dresden-Trachau               |
| S-Bahn-Halt | 22                   | Dresden-Pieschen              | Dresden-Pieschen              |
| S-Bahn-Halt | 23                   | Dresden Bischofsplatz         | Dresden Bischofsplatz         |
| S-Bahnhof | 24                   | Dresden-Neustadt              | Dresden-Neustadt              |
| S-Bahnhof | 26                   | Dresden Mitte                 | Dresden Mitte                 |
| S-Bahn-Halt | 27                   | Dresden Freiberger Straße     | Dresden Freiberger Straße     |
| S-Bahnhof | 28                   | Dresden Hbf                   | Dresden Hbf                   |
| S-Bahn-Halt | 30                   | Dresden-Strehlen              | Dresden-Strehlen              |
| S-Bahnhof | 33                   | Dresden-Reick                 | Dresden-Reick                 |
| S-Bahn-Halt | 34                   | Dresden-Dobritz               | Dresden-Dobritz               |
| S-Bahn-Halt | 36                   | Dresden-Niedersedlitz         | Dresden-Niedersedlitz         |
| S-Bahn-Halt | 37                   | Dresden-Zschachwitz           | Dresden-Zschachwitz           |
| S-Bahnhof | 39                   | Heidenau                      | Heidenau                      |
| S-Bahn-Halt | 40                   | Heidenau Süd                  | Heidenau Süd                  |
| S-Bahn-Halt | 42                   | Heidenau-Großsedlitz          | Heidenau-Großsedlitz          |
| S-Bahnhof | 45                   | Pirna                         | Pirna                         |
| S-Bahn-Halt | 50                   | Obervogelgesang (Kr Pirna)    | Obervogelgesang (Kr Pirna)    |
| S-Bahn-Halt | 54                   | Stadt Wehlen (Sachs)          | Stadt Wehlen (Sachs)          |
| S-Bahnhof | 58                   | Kurort Rathen (Kr Pirna)      | Kurort Rathen (Kr Pirna)      |
| S-Bahn-Halt | 64                   | Königstein (Sächs Schweiz) Hp | Königstein (Sächs Schweiz) Hp |
| S-Bahnhof | 68                   | Bad Schandau                  | Bad Schandau                  |
| S-Bahn-Halt | 69                   | Krippen                       | Krippen                       |
| S-Bahn-Halt | 75                   | Schmilka-Hirschmühle          | Schmilka-Hirschmühle          |
| S-Kopfbahnhof Streckenende | 77                   | Schöna                        | Schöna                        |

Die Linie S 1 ist die älteste und wichtigste S-Bahn-Linie in und um Dresden. Sie verbindet alle wichtigen Orte entlang der Region Oberelbe mit der Landeshauptstadt Dresden. Sowohl im Berufsverkehr als auch für Naherholung und den Tourismus ist ihre Bedeutung ungebrochen. Gerade einige abgelegene Orte und Wandergebiete in der Sächsischen Schweiz sind mit der S-Bahn besser zu erreichen als mit Bussen oder mit dem Kfz.
Von Schöna aus führt sie, orographisch links entlang der Elbe auf der Bahnstrecke Děčín–Dresden, durch das Elbsandsteingebirge, durch Bad Schandau und an der Festung Königstein vorbei nach Pirna. Dort wechselt sie auf die parallel verlaufende Bahnstrecke Pirna–Coswig, verlässt mit dieser die unmittelbare Elbnähe und verläuft durch Heidenau und das südöstliche Dresden nahezu gerade zum Dresdner Hauptbahnhof. Sie folgt dem innerstädtischen Bogen, quert die Elbe auf der Marienbrücke, erreicht den Bahnhof Dresden-Neustadt und wendet sich nach diesem Richtung Nordwesten, durchquert Radebeul und Coswig und verlässt dort die Strecke in Richtung Meißen.
Die Garnituren der S 1 bestehen grundsätzlich aus vier Doppelstockwagen und einer Elektrolokomotive. Bei größeren Veranstaltungen und zwischen Ostern und Pfingsten verkehren die Züge mit fünf Doppelstockwagen.
Zwischen Dresden und Pirna wurden die Ertüchtigung der bestehenden Gleise für den S-Bahn-Betrieb bis 120 km/h (erste Ausbaustufe der S-Bahn Dresden) sowie die Errichtung zweier neuer Fernbahngleise (für 160 km/h) zum 12. Dezember 2004 abgeschlossen.
Am 16. Juli 2007 wurden die ersten 16 neu beschafften Doppelstockwagen für den Betrieb auf der S 1 übergeben. Gegenüber den früheren Garnituren verfügen die Wagen über eine Klimaanlage, ein elektronisches Fahrgastinformationssystem, eine Innenraumbeleuchtung mittels Leuchtdioden sowie Steckdosen an den Plätzen der 1. Klasse. Die 27,27 Meter langen Steuerwagen bieten 82 Sitzplätze, die 26,8 Meter langen Mittelwagen je 128 Sitzplätze. Bis zum 9. Dezember 2007 wurde die gesamte S 1 auf neue Fahrzeuge umgestellt.
Ab Fahrplanwechsel 2010/2011 am 12. Dezember 2010 wurden die Wendezüge der Linie S 1 mit Lokomotiven der Baureihe 145 bespannt. Diese sollten eine Verkürzung der Fahrzeit um vier Minuten auf der gesamten Strecke bewirken. Da die Loks keine ausreichende Türsteuerung für die neuen Doppelstockwagen besaßen, mussten wieder die Zugbegleiter den Zug an jedem Bahnsteig abfertigen. Ab Ende 2011 ersetzten Lokomotiven der Baureihe 182 die der Baureihe 145. Die Lokomotiven der Baureihe 182 wurden dazu durch DB Regio von DB Schenker übernommen und mit einem Nahverkehrspaket (u. a. Zugzielanzeige und seitenselektive Türsteuerung) ausgerüstet. Mit dem Fahrplanwechsel am 13. Dezember 2015 erfolgte eine Umstellung auf Triebfahrzeuge der Baureihe 146.0. In der Folgezeit kamen außerdem bauartähnliche Lokomotiven der Baureihe 146.2 hinzu. Auf den Verstärkerfahrten kommen planmäßig Lokomotiven der Baureihe 143 zum Einsatz.
Seit April 2017 verkehrt die S 1 montags bis freitags zwischen 5.00 Uhr und 8.30 Uhr sowie von 14 Uhr bis 19 Uhr zwischen Meißen Triebischtal und Dresden Hauptbahnhof mit vier Zugpaaren pro Stunde, seit April 2018 bis Pirna. Dabei sind die zusätzlichen Züge allerdings so getaktet, dass im betreffenden Abschnitt kein reiner Viertelstundentakt, sondern ein unregelmäßiger Takt entsteht. Zwischen Pirna und Dresden-Neustadt ergibt sich durch Überlagerung mit der S 2 annähernd ein 10-Minuten-Takt. Der entsprechende ergänzende Verkehrsvertrag wurde am 19. Dezember 2016 unterzeichnet. Die Verstärkerfahrten werden intern auch als S 11 bezeichnet.
Innerhalb der ersten 100 Tage nach der Taktverdichtung nach Meißen wuchsen die Fahrgastzahlen um 200.000, was einer Steigerung von 8 % entspricht. Der neue Haltepunkt Dresden Bischofsplatz wird mittlerweile von rund 2.000 Ein- und Aussteigern täglich benutzt. Auf der Strecke nach Pirna stiegen die Fahrgastzahlen nach der Taktverdichtung um 6 Prozent.
Zwischen dem 16. Oktober 2023 und dem 9. Juni 2024 musste – aufgrund von Personalmangel – die Taktverdichtung ganz zurückgenommen werden, nachdem auch schon zuvor nur zwei von fünf vorgesehenen Verstärkerzügen in der Hauptverkehrszeit eingesetzt worden waren. Damit verkehrte die S 1 auch zu Stoßzeiten wieder im ursprünglichen 30-Minuten-Takt. Seit dem 10. Juni 2024 wird wieder ein Teil der Verstärkerfahrten angeboten, der durchgängige 10/20-Minuten-Takt wird hingegen nach wie vor nicht gefahren.

### Linie S 2
| Kursbuchstrecke (DB): | 241.2                |                           |                           |
| Streckenlänge: | 32,1 km              |                           |                           |
| Spurweite: | 1435 mm (Normalspur) |                           |                           |
| |                      |                           |                           |
| \| \| 0 \| Pirna \| Pirna \| \| \| 3 \| Heidenau-Großsedlitz \| Heidenau-Großsedlitz \| \| \| 5 \| Heidenau Süd \| Heidenau Süd \| \| \| 6 \| Heidenau \| Heidenau \| \| \| 8 \| Dresden-Zschachwitz \| Dresden-Zschachwitz \| \| \| 9 \| Dresden-Niedersedlitz \| Dresden-Niedersedlitz \| \| \| 11 \| Dresden-Dobritz \| Dresden-Dobritz \| \| \| 12 \| Dresden-Reick \| Dresden-Reick \| \| \| 15 \| Dresden-Strehlen \| Dresden-Strehlen \| \| \| 17 \| Dresden Hbf \| Dresden Hbf \| \| \| 18 \| Dresden Freiberger Straße \| Dresden Freiberger Straße \| \| \| 19 \| Dresden Mitte \| Dresden Mitte \| \| \| 21 \| Dresden-Neustadt \| Dresden-Neustadt \| \| \| 24 \| Dresden Industriegelände \| Dresden Industriegelände \| \| \| 28 \| Dresden-Klotzsche \| Dresden-Klotzsche \| \| \| 31 \| Dresden Grenzstraße \| Dresden Grenzstraße \| \| \| 32 \| Dresden Flughafen \| Dresden Flughafen \| |                      |                           |                           |
| S-Kopfbahnhof Streckenanfang | 0                    | Pirna                     | Pirna                     |
| S-Bahn-Halt | 3                    | Heidenau-Großsedlitz      | Heidenau-Großsedlitz      |
| S-Bahn-Halt | 5                    | Heidenau Süd              | Heidenau Süd              |
| S-Bahnhof | 6                    | Heidenau                  | Heidenau                  |
| S-Bahn-Halt | 8                    | Dresden-Zschachwitz       | Dresden-Zschachwitz       |
| S-Bahn-Halt | 9                    | Dresden-Niedersedlitz     | Dresden-Niedersedlitz     |
| S-Bahn-Halt | 11                   | Dresden-Dobritz           | Dresden-Dobritz           |
| S-Bahnhof | 12                   | Dresden-Reick             | Dresden-Reick             |
| S-Bahn-Halt | 15                   | Dresden-Strehlen          | Dresden-Strehlen          |
| S-Bahnhof | 17                   | Dresden Hbf               | Dresden Hbf               |
| S-Bahn-Halt | 18                   | Dresden Freiberger Straße | Dresden Freiberger Straße |
| S-Bahnhof | 19                   | Dresden Mitte             | Dresden Mitte             |
| S-Bahnhof | 21                   | Dresden-Neustadt          | Dresden-Neustadt          |
| S-Bahn-Halt | 24                   | Dresden Industriegelände  | Dresden Industriegelände  |
| S-Bahnhof | 28                   | Dresden-Klotzsche         | Dresden-Klotzsche         |
| S-Bahnhof | 31                   | Dresden Grenzstraße       | Dresden Grenzstraße       |
| S-Kopfbahnhof Streckenende | 32                   | Dresden Flughafen         | Dresden Flughafen         |

Die Flughafen-S-Bahn verbindet Pirna, Heidenau und den Dresdner Süden mit dem Flughafen Dresden und den im Norden der Stadt angesiedelten Mikroelektronikunternehmen. Den Streckenabschnitt zwischen Dresden-Neustadt und Pirna (werktags) bzw. Dresden Hauptbahnhof (Wochenende, Feiertage) nutzen die S 2 und die S 1 gemeinsam, so dass auf diesem Abschnitt etwa ein 10/20-Minuten-Takt besteht. Die Garnituren der S 2 werden aus zwei Doppelstockwagen und einer Elektrolokomotive der Baureihe 143 gebildet, die im Gegensatz zu den auf den anderen Linien eingesetzten Triebfahrzeugen zwingend über eine Notbremsüberbrückung für das Befahren des Tunnelabschnitts am Bahnhof Dresden Flughafen verfügen müssen.

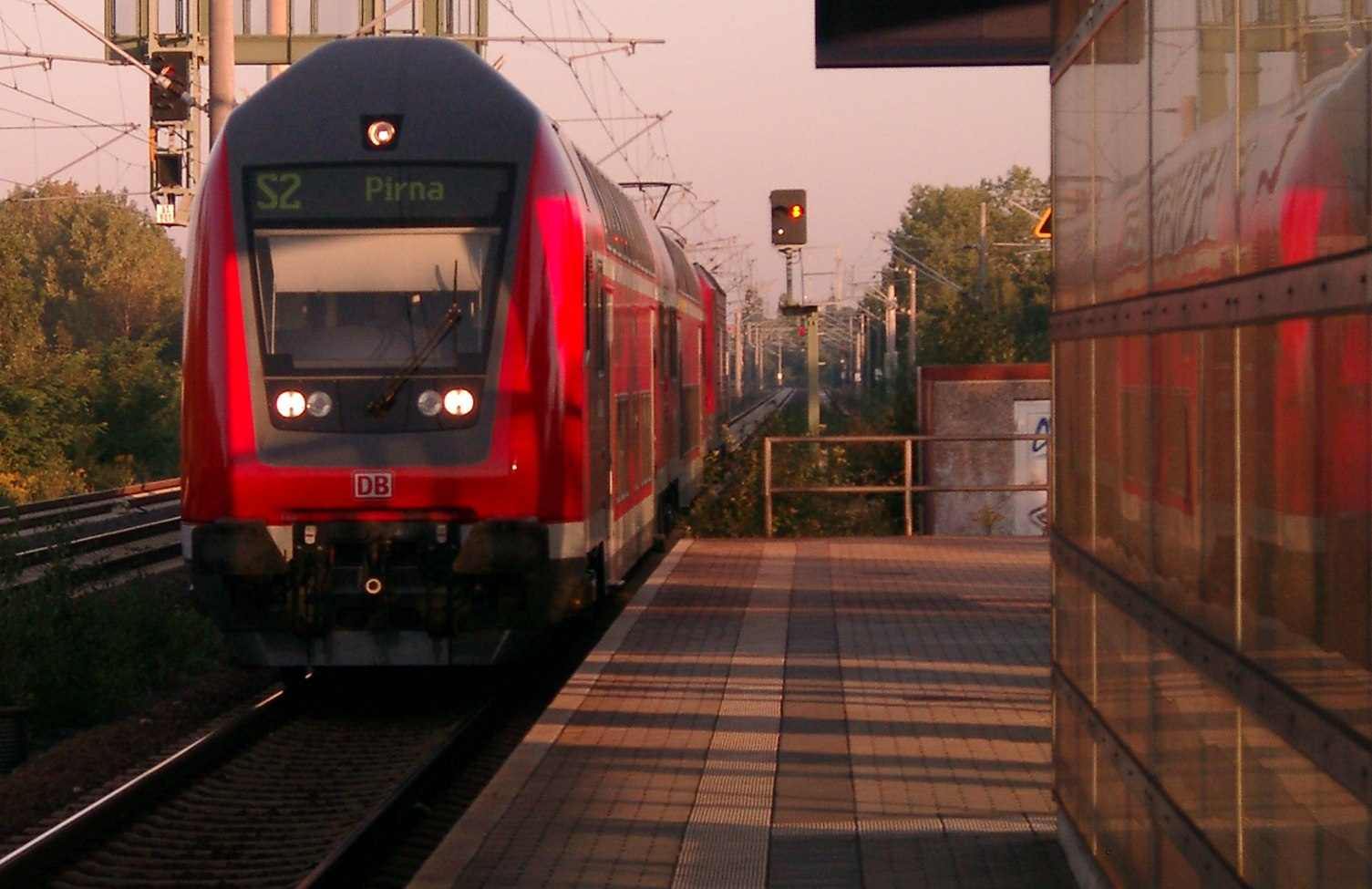
Zug der S 2 am Haltepunkt Dobritz (2006)

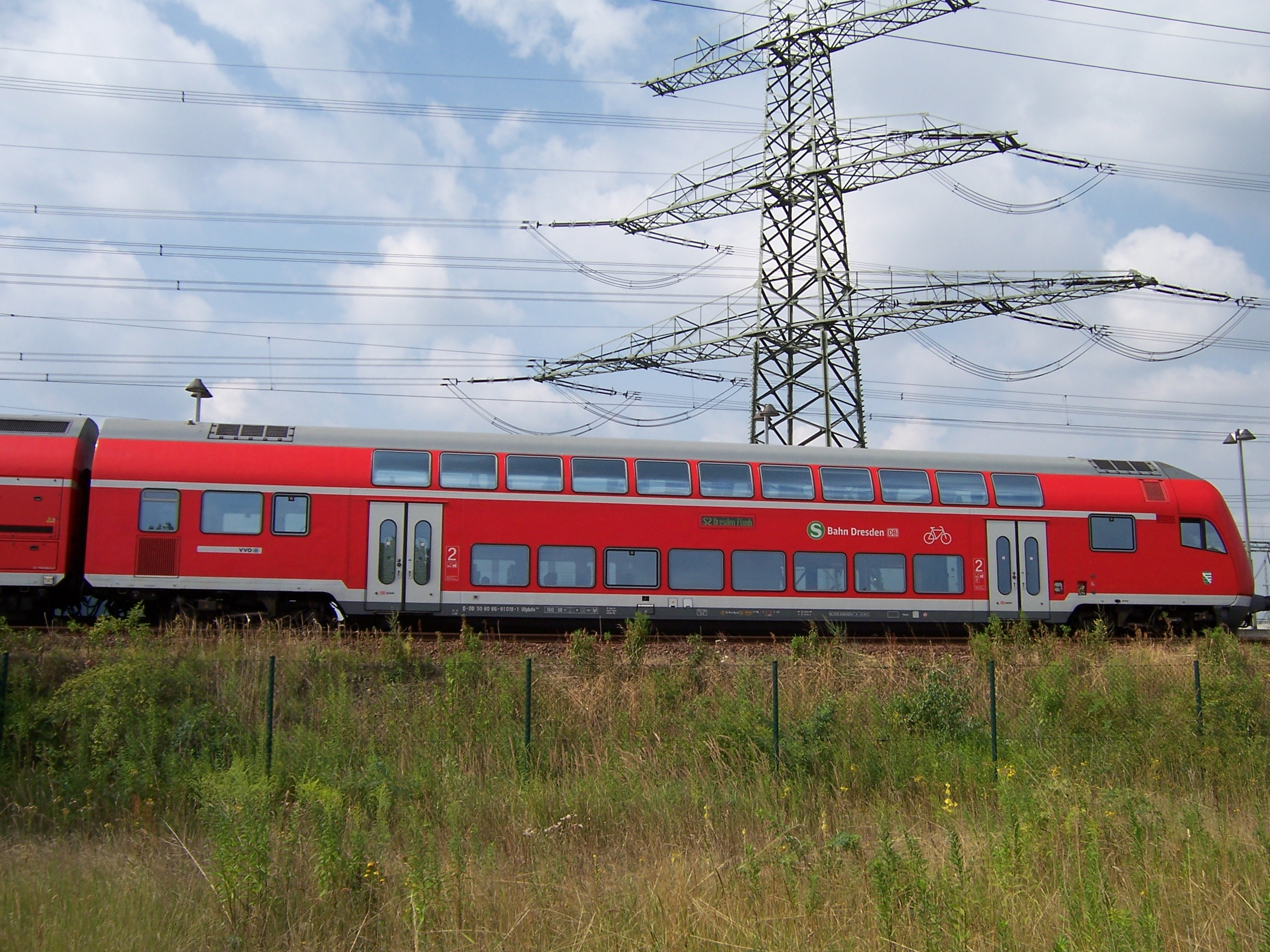
Zug der S 2 in Richtung Flughafen am Haltepunkt Zschachwitz (2010)

Zur Anbindung des Flughafens wurde die Bahnstrecke zwischen Dresden-Klotzsche und dem Flughafen modernisiert und verlängert. Bereits vor der Eröffnung der S 2 am 22. Mai 1998 verkehrte eine Regionalbahn bis Dresden Grenzstraße und diente zur Anbindung der Flugzeugwerft und des ZMD. Die Strecke zum Flughafen bindet im Bahnhof Dresden-Klotzsche beidseitig aus der Bahnstrecke Görlitz–Dresden aus. In Richtung Flughafen fahrende Züge überqueren dabei die nicht elektrifizierte Strecke Richtung Görlitz auf einem Überwerfungsbauwerk. Die Bahnstrecke Dresden-Klotzsche–Dresden Flughafen führt eingleisig weiter in westlicher Richtung und endet im zweigleisigen Tunnelbahnhof unter dem Terminal des Dresdner Flughafens.
Mitte 1998 begann der Neu- und Ausbau der S-Bahn-Anbindung. Der Betrieb zum Flughafen wurde, zeitgleich mit der Inbetriebnahme des neuen Flughafen-Terminals, am 25. März 2001 mit täglich 36 im Halbstundentakt verkehrenden Dieseltriebwagen der Baureihe 642 aufgenommen. In den ersten fünf Betriebsmonaten lag die durchschnittliche Auslastung bei 32 Prozent, bei insgesamt 1400 Reisenden pro Tag. Bis Ende 2001 wurden rund   810.000 Fahrgäste auf der Linie gezählt.
Anfang März 2002 begann die Elektrifizierung des Streckenabschnittes zwischen Dresden-Neustadt, Dresden-Klotzsche und dem Flughafen. 2002 wurden 683.000 Reisende auf der Linie gezählt.
Bis Ende 2004 wurde der Betrieb der Linie S2 auf insgesamt acht neu beschaffte Doppelstockwagen sowie Elektrolokomotiven umgestellt. Die Wagen verfügen unter anderem über eine Klimaanlage, eine barrierefreie Toilette und Steckdosen in der ersten Klasse. Zum Fahrplanwechsel im Dezember 2004 wurde die Linie nach Pirna verlängert. Ein Teil der 1.-Klasse-Plätze wurde zu Sitzplätzen der 2. Klasse umgezeichnet. Seit dem 9. Dezember 2007 bestanden die Züge der S 2 aufgrund der gestiegenen Nachfrage generell aus drei Doppelstockwagen. Ab 2009 kamen, je nach Nachfrage, zwei oder drei Wagen zum Einsatz, ab dem Jahr 2011 nur noch Züge mit zwei Doppelstockwagen. Aufgrund des wegen Personal- und Fahrzeugmangels eingeschränkten Fahrtenangebot bei den Verstärkerzügen der Linie S 1 verkehren die Züge im Jahr 2024 wieder mit drei Doppelstockwagen. Planmäßig werden sie von Elektrolokomotiven der Baureihe 143 bespannt.
Im Jahr 2005 wurden rund zwei Millionen Reisende auf der Linie gezählt, 2010 waren es 2,8 Millionen.
Bis zum Fahrplanwechsel am 30. Mai 1999 wurde ein Teil der SPNV-Leistungen der Relation Dresden Hbf–Radeberg–Arnsdorf (b Dresden) als S 2 vermarktet. Diese S 2 verkehrte im Wagenzugdurchlauf ab Arnsdorf (b Dresden) weiter als Regionalbahn nach Kamenz, Görlitz oder Zittau. Es war zu dieser Zeit die einzige S-Bahn-Linie, die mit dieselbetriebenen, lokomotivbespannten Wendezügen verkehrte.

### Linie S 3
| Kursbuchstrecke (DB): | 510.3                |                        |                        |
| Streckenlänge: | 40,1 km              |                        |                        |
| Spurweite: | 1435 mm (Normalspur) |                        |                        |
| |                      |                        |                        |
| \| \| 0 \| Dresden Hbf \| Dresden Hbf \| \| \| 3 \| Dresden-Plauen \| Dresden-Plauen \| \| \| 7 \| Freital-Potschappel \| Freital-Potschappel \| \| \| 9 \| Freital-Deuben \| Freital-Deuben \| \| \| 11 \| Freital-Hainsberg \| Freital-Hainsberg \| \| \| 12 \| Freital-Hainsberg West \| Freital-Hainsberg West \| \| \| 14 \| Tharandt \| Tharandt \| \| \| 18 \| Edle Krone \| Edle Krone \| \| \| 25 \| Klingenberg-Colmnitz \| Klingenberg-Colmnitz \| \| \| 31 \| Niederbobritzsch \| Niederbobritzsch \| \| \| 36 \| Muldenhütten \| Muldenhütten \| \| \| 40 \| Freiberg (Sachs) \| Freiberg (Sachs) \| |                      |                        |                        |
| S-Kopfbahnhof Streckenanfang | 0                    | Dresden Hbf            | Dresden Hbf            |
| S-Bahn-Halt | 3                    | Dresden-Plauen         | Dresden-Plauen         |
| S-Bahnhof | 7                    | Freital-Potschappel    | Freital-Potschappel    |
| S-Bahn-Halt | 9                    | Freital-Deuben         | Freital-Deuben         |
| S-Bahnhof | 11                   | Freital-Hainsberg      | Freital-Hainsberg      |
| S-Bahn-Halt | 12                   | Freital-Hainsberg West | Freital-Hainsberg West |
| S-Bahnhof | 14                   | Tharandt               | Tharandt               |
| S-Bahn-Halt | 18                   | Edle Krone             | Edle Krone             |
| S-Bahnhof | 25                   | Klingenberg-Colmnitz   | Klingenberg-Colmnitz   |
| S-Bahn-Halt | 31                   | Niederbobritzsch       | Niederbobritzsch       |
| S-Bahn-Halt | 36                   | Muldenhütten           | Muldenhütten           |
| S-Kopfbahnhof Streckenende | 40                   | Freiberg (Sachs)       | Freiberg (Sachs)       |

Vom Hauptbahnhof aus verkehrt die S 3 auf der Bahnstrecke Dresden–Werdau Richtung Chemnitz. Dabei durchquert sie den Plauenschen Grund nach Freital. Ab Freital verkehrt sie im Tal der Wilden Weißeritz bis Tharandt. Die Strecke war am stärksten vom Augusthochwasser 2002 betroffen und fast vollständig zerstört. Nachdem die Linie nach Beseitigung der Hochwasserschäden Ende 2003 wieder in Betrieb genommen worden war, wurden rund 2300 Fahrgäste pro Tag gezählt.

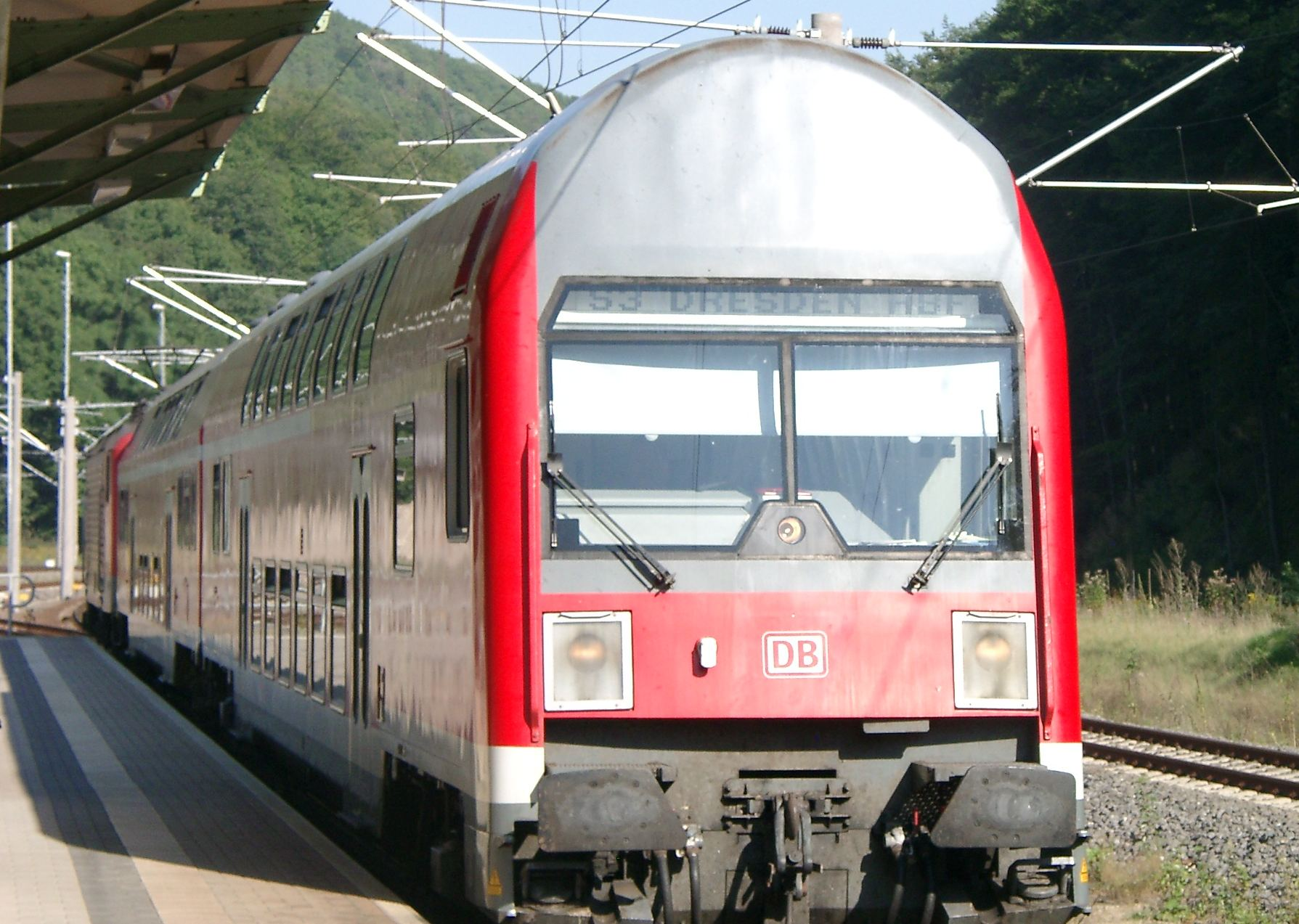
Zug der Linie S 3 mit heute nicht mehr eingesetzten Anfang der 1990er Jahre gebauten Doppelstockwagen in Tharandt (2006)

Innerhalb Dresdens bedient die S 3 neben dem Hauptbahnhof nur noch den Haltepunkt Dresden-Plauen. In Freital erschließt die S-Bahn-Linie weite Teile der besiedelten Flächen. Die Stadt Freital wurde erst 1921 aus den drei Orten Potschappel, Deuben und Döhlen gegründet, 1964 wurde Hainsberg eingemeindet. Nahe dem Bahnhof Freital-Deuben befindet sich auch der Busbahnhof mit Anschluss an zehn Regional- und sechs Stadtbuslinien. Die Eisenbahnstrecke verläuft entlang der Verkehrsachse der Stadt, auf der sich auch die Hauptachse der Stadtbuslinien Freitals befindet.
Zum Einsatz kommen typischerweise Garnituren von zwei Doppelstockwagen und einer Elektrolokomotive der Baureihe 143.
Bis zum Fahrplanwechsel im Mai 1995 verkehrte die S 3 als S 5. Zwischen dem 9. Dezember 2007 und dem 11. Dezember 2010 wurde eine Ergänzungslinie zur S 3 und zur hier parallel verkehrenden Regionalbahnlinie RB 30 als Linie S 30 bezeichnet, seit dem Fahrplanwechsel am 12. Dezember 2010 wird die gesamte S-Bahn-Linie zwischen Dresden Hauptbahnhof und Freiberg als S 3 vermarktet. Sie bedient auch zwischen Tharandt und Freiberg sämtliche Unterwegsstationen. Die S 3 verkehrt nur montags bis freitags in der Hauptverkehrszeit früh und nachmittags bis Freiberg. Sie ist die einzige Dresdner S-Bahn-Linie, die das Verbundgebiet des Verkehrsverbundes Oberelbe verlässt. Zwischen Niederbobritzsch und Freiberg gilt der Tarif des Verkehrsverbundes Mittelsachsen.
Anfang 2012 wurde ein Umlauf mit einer Lok der Baureihe 145 gezogen, ab Ende 2012 Oktober verkehrte ein Umlauf zwischenzeitlich mit Talent-2-Triebzügen zu Personalschulungen. Seit 1. Januar 2013 verkehren alle Umläufe wieder planmäßig mit der Baureihe 143.

### Linie S 8
| Kursbuchstrecke (DB): | 227                  |                            |                            |
| Streckenlänge: | 48,4 km              |                            |                            |
| Spurweite: | 1435 mm (Normalspur) |                            |                            |
| |                      |                            |                            |
| \| \| 0 \| Dresden Hbf \| Dresden Hbf \| \| \| 2 \| Dresden Mitte \| Dresden Mitte \| \| \| 4 \| Dresden-Neustadt \| Dresden-Neustadt \| \| \| 7 \| Dresden Industriegelände \| Dresden Industriegelände \| \| \| 11 \| Dresden-Klotzsche \| Dresden-Klotzsche \| \| \| 15 \| Dresden-Langebrück (Sachs) \| Dresden-Langebrück (Sachs) \| \| \| 21 \| Radeberg \| Radeberg \| \| \| 30 \| Kleinröhrsdorf \| Kleinröhrsdorf \| \| \| 32 \| Großröhrsdorf \| Großröhrsdorf \| \| \| 35 \| Pulsnitz Süd \| Pulsnitz Süd \| \| \| 37 \| Pulsnitz \| Pulsnitz \| \| \| 42 \| Bischheim-Gersdorf \| Bischheim-Gersdorf \| \| \| 49 \| Kamenz (Sachs) \| Kamenz (Sachs) \| |                      |                            |                            |
| S-Kopfbahnhof Streckenanfang | 0                    | Dresden Hbf                | Dresden Hbf                |
| S-Bahnhof | 2                    | Dresden Mitte              | Dresden Mitte              |
| S-Bahnhof | 4                    | Dresden-Neustadt           | Dresden-Neustadt           |
| S-Bahn-Halt | 7                    | Dresden Industriegelände   | Dresden Industriegelände   |
| S-Bahnhof | 11                   | Dresden-Klotzsche          | Dresden-Klotzsche          |
| S-Bahn-Halt | 15                   | Dresden-Langebrück (Sachs) | Dresden-Langebrück (Sachs) |
| S-Bahnhof | 21                   | Radeberg                   | Radeberg                   |
| S-Bahn-Halt | 30                   | Kleinröhrsdorf             | Kleinröhrsdorf             |
| S-Bahn-Halt | 32                   | Großröhrsdorf              | Großröhrsdorf              |
| S-Bahn-Halt | 35                   | Pulsnitz Süd               | Pulsnitz Süd               |
| S-Bahnhof | 37                   | Pulsnitz                   | Pulsnitz                   |
| S-Bahn-Halt | 42                   | Bischheim-Gersdorf         | Bischheim-Gersdorf         |
| S-Kopfbahnhof Streckenende | 49                   | Kamenz (Sachs)             | Kamenz (Sachs)             |

Die S 8 wurde am 12. Dezember 2021 mit der Übernahme des „VVO-Dieselnetzes“ durch die DB Regio eingerichtet. Zuvor verkehrten die Züge zwischen Dresden und Kamenz als RB 34. Seitdem wird der Stundentakt in der Hauptverkehrszeit zu einem Halbstundentakt verdichtet. In der Nacht verkehrt ein Fahrtenpaar abweichend mit einem Abstecher über Arnsdorf. Der Haltepunkt Kleinröhrsdorf wird nur stündlich bedient.
Die S 8 verkehrt vom Hauptbahnhof aus über Dresden-Neustadt, und weiter über die Bahnstrecke Görlitz–Dresden bis zum Gleisdreieck vor Arnsdorf. Dabei tangiert sie die Dresdner Heide im Norden. Am Gleisdreieck zweigt die Linie ab und verkehrt über die Bahnstrecke Kamenz–Pirna bis Kamenz. In den Sommerferien verkehrt wochenends ein Fahrtenpaar über die Bahnstrecke Lübbenau–Kamenz weiter bis Senftenberg.
Wie auf allen Linien im VVO-Dieselnetz werden Triebwagen der Baureihe 642 eingesetzt.

### Weitere SPNV-Linien im Einzugsgebiet der S-Bahn
Außer den Streckenabschnitten Coswig–Meißen Triebischtal (Linie S1, ca. 10 km), Dresden-Klotzsche–Dresden Flughafen (Linie S2, ca. 3 km) und Radeberg–Kamenz (Linie S8, ca. 24 km) werden alle von der S-Bahn Dresden befahrenen Strecken auch von weiteren SPNV-Leistungen bedient. Damit bestehen auf zahlreichen Streckenästen rund um Dresden ähnlich dichte Zugfolgen wie im S-Bahn-Kernnetz. Zudem bedienen weitere Linien weitere, nicht von der S-Bahn bediente Streckenabschnitte im Ballungsraum Dresden.

#### Regional-Express
Von Dresden Hauptbahnhof aus verkehren verschiedene Regional-Express-Linien, die den Ballungsraum Dresden in Richtung Chemnitz, Zwickau, Hof, Cottbus, Hoyerswerda, Leipzig, Görlitz und Wrocław sowie Zittau und Liberec anbinden. Verknüpfungen mit den Zügen der S-Bahn bestehen unter anderem in den Bahnhöfen Tharandt, Freiberg, Coswig, Dresden Mitte, Dresden-Neustadt und Dresden-Klotzsche.
Bei guten Wintersportbedingungen verkehren zwei zusätzliche RE-Züge ins Osterzgebirge nach Altenberg, zudem verkehrt an Sommerwochenenden ein Regional-Express-Zugpaar zwischen Dresden Hauptbahnhof, Pirna, Bad Schandau, Děčín, Ústí nad Labem und Litoměřice.

#### Regionalbahn
In Ergänzung zu den S-Bahn-Linien S 1, S 2, S 3 und S 8 verkehren in und um Dresden zahlreiche Regionalbahn-Linien, die ebenso jeden Unterwegshalt bedienen und i. d. R. auch mit klimatisierten Fahrzeugen verkehren, so dass insgesamt ein dichtes Verkehrsangebot besteht. Insbesondere die stündlich verkehrende Regionalbahn-Linie RB 30 Dresden–Tharandt–Freiberg–Chemnitz–Zwickau trägt zum S-Bahn-Charakter bei, da sie exakt im 30-Minuten-Versatz zur im Grundtakt ebenfalls nur stündlich verkehrenden Linie S3 Dresden–Tharandt verkehrt. Durch Überlagerung beider Linien entsteht ein glatter 30-Minuten-Takt zwischen Dresden und Tharandt (bzw. in der HVZ zwischen Dresden und Freiberg), der in der werktäglichen HVZ mit weiteren S3-Zügen auf einen etwa 15-Minuten-Takt zwischen Dresden und Tharandt verdichtet wird.
Das Angebot der S 2 wird im Abschnitt Dresden Hbf–Dresden-Neustadt–Dresden-Klotzsche mit den RB-Linien 33, 60 und 61 (nach Königsbrück, Görlitz und Zittau) auf sechs Zugpaare je Stunde verstärkt. Die S 1 wird im Abschnitt Dresden Hbf–Coswig durch die linkselbisch verkehrende RB 31 Dresden–Coswig–Großenhain–Elsterwerda ergänzt, welche in der werktäglichen HVZ alle 30 Minuten bis Coswig verkehrt.
Mit Umstieg in Heidenau bzw. Pirna an das S-Bahn-Netz anknüpfende Regionalbahnlinien sind u. a. die RB 72 Heidenau–Kurort Altenberg und die RB 71 Pirna–Neustadt–Sebnitz.
Durch die am 5. Juli 2014 erfolgte Wiederinbetriebnahme der seit 1945 unterbrochenen Bahnstrecke zwischen Dolní Poustevna und Sebnitz verkehrt die gemeinsam von DB Regio Südost und České dráhy mit Desiro Triebwagen der Deutschen Bahn betriebene U 28 – Nationalparkbahn von Rumburk (Tschechien) über Sebnitz und Bad Schandau nach Děčín. Die U28 verkehrt dabei zwischen Bad Schandau und Schöna zeitweise in Taktlücken der S1, wobei durch Überlagerung beider Linien wiederum ein 30-Minuten-Takt entsteht.

#### Schmalspurbahnen
An das S-Bahn-Netz schließen zwei Schmalspurbahnen an. In Radebeul Ost (Anschluss an Linie S 1) ist es möglich, in die Lößnitzgrundbahn umzusteigen. Ab Freital-Hainsberg (Anschluss an die Linie S 3) verkehrt die Weißeritztalbahn. Der Streckenabschnitt Freital-Hainsberg–Freital-Coßmannsdorf war u. a. in den 1980er Jahren in den Tarif der S-Bahn Dresden integriert.

## Infrastrukturausbau und Netzerweiterungen

### Durchgeführte Baumaßnahmen

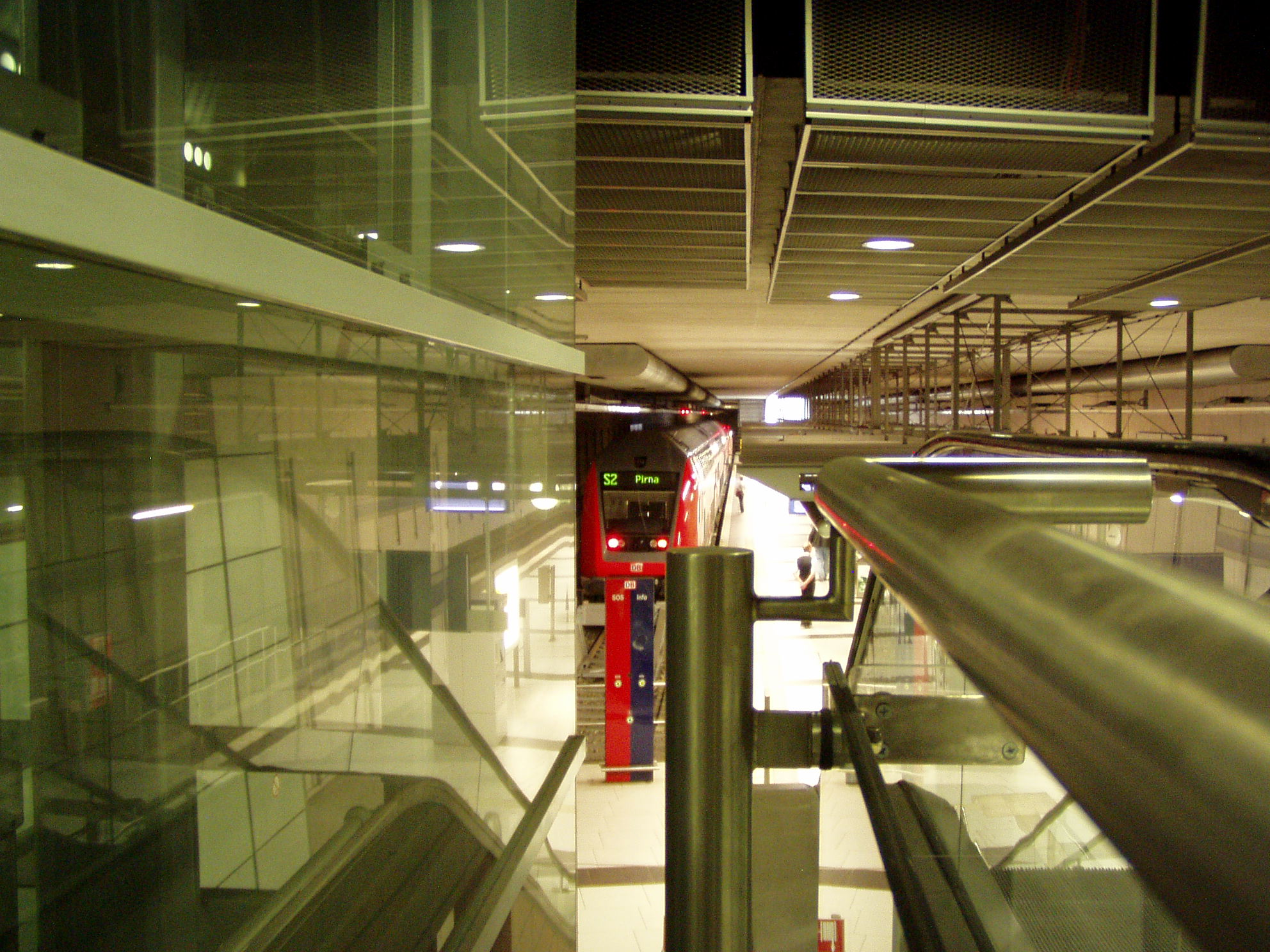
Der Bahnhof Dresden-Flughafen

Seit 2004 hat die S-Bahn zwischen Dresden-Neustadt und Pirna zwei eigene Gleise, seit 2013 auch zwischen Radebeul Ost und Coswig sowie seit 2016 zwischen Radebeul Ost und Dresden-Neustadt. Die schon einmal vorhandenen Anlagen waren als Reparationsleistung nach dem Krieg abgebaut und in die Sowjetunion transportiert worden. Im Zuge der möglichen Taktverdichtung, die in der Form nur zwischen Pirna und Dresden-Neustadt möglich ist, wurde die S2 vom Hauptbahnhof bis Pirna verlängert. Vor Elektrifizierung der Strecke zum Flughafen wurden auf der S2 ausschließlich Triebwagen der Baureihe 642 eingesetzt, die mit Werbefolien für den Flughafen Dresden beklebt wurden. Seit dem Fahrplanwechsel im Dezember 2004 kommen aber auch auf dieser Linie (neu beschaffte) Doppelstockzüge zum Einsatz. Die ehemals dort eingesetzten Triebwagen verkehren seitdem auf anderen Regionalbahnlinien, die Folien wurden zwischen 2007 und 2010 schrittweise entfernt.
Damit hat die S-Bahn Dresden überall moderne Anlagen und Bahnhöfe. Die Baumaßnahmen waren dabei teilweise langfristig geplant, teilweise durch die Hochwasser des Jahres 2002 kurzfristig „erzwungen“. Allein der Ausbau der Strecke Dresden–Pirna kostete dabei nach Angaben des Verkehrsverbunds Oberelbe 222 Millionen Euro. Die Kosten für die vom Hochwasser zerstörte Fernbahnstrecke lassen sich nicht oder schwer auf die S-Bahn herunterrechnen.
Nach rund einjährigen Baumaßnahmen wurden am 30. November 2013 die neue, zentrumsnahe Station „Meißen Altstadt“ und das wieder errichtete zweite Gleis zwischen Meißen und Meißen Altstadt im Zuge der Strecke Borsdorf–Coswig in Betrieb genommen. Der ursprünglichen Leistungsausschreibung zufolge sollten Ausführungsplanung, Bauvorbereitung und Bauarbeiten zwischen Meißen und Meißen-Triebischtal zwischen August 2012 und August 2014 laufen.
Zwischen Bahnhof Dresden-Neustadt und Haltepunkt Dresden-Pieschen ging am 20. März 2016 der neue Haltepunkt „Dresden-Bischofsplatz“ in Betrieb.
Seit Juli 2019 wurde der Vorplatz des Bahnhofs Strehlen umgebaut. Seitdem besteht auch ein direkter Umstieg zwischen Straßenbahn und Bus.
Von Ende 2020 bis August 2023 wurde der Bereich um den Haltepunkt Plauen und der Haltepunkt selbst erneuert.

### Die S-Bahn im Dresdner Verkehrskonzept

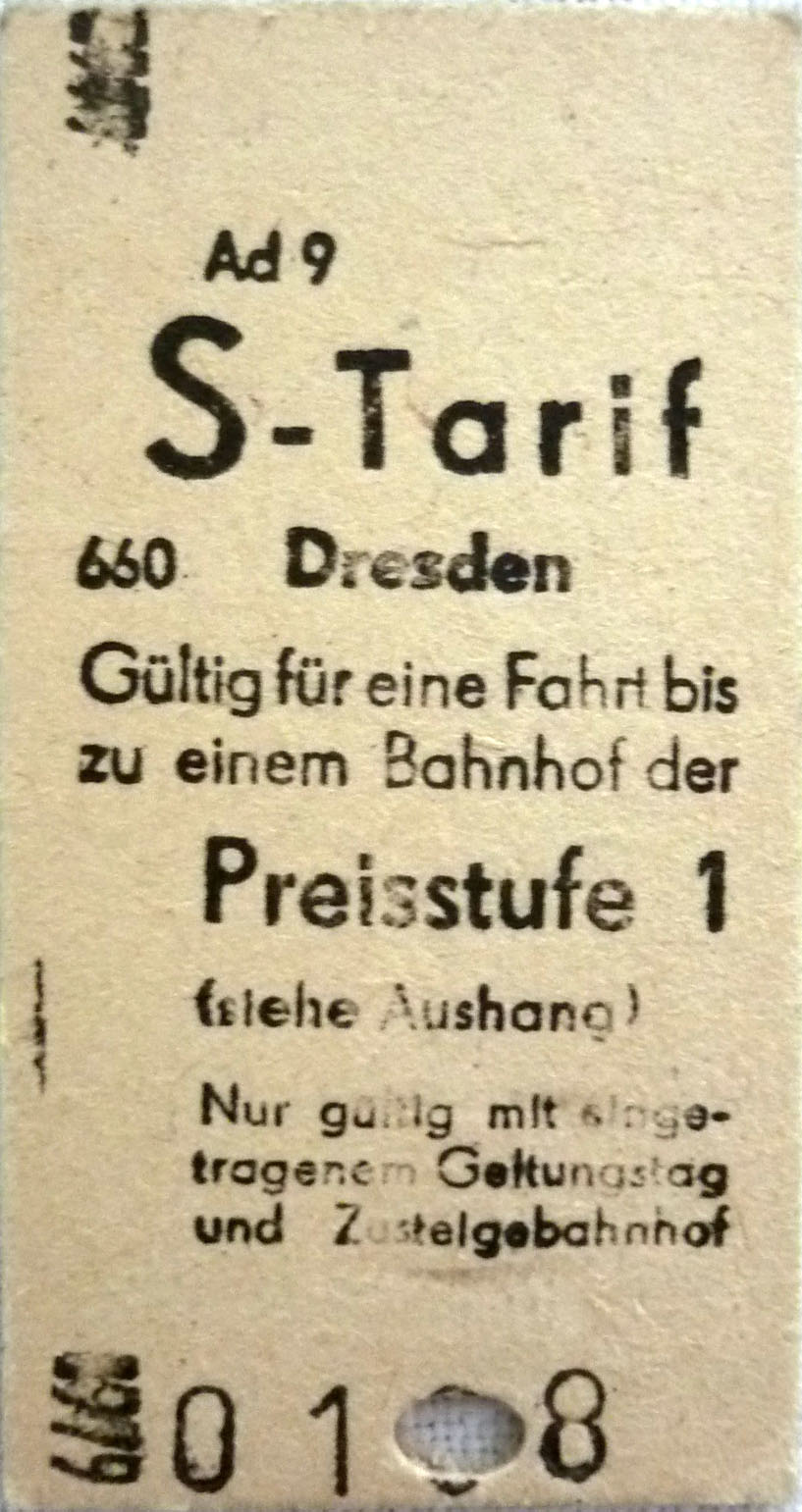
1979 ausgegebene Edmondsonsche Fahrkarte zum S-Tarif Dresden, Preisstufe 1

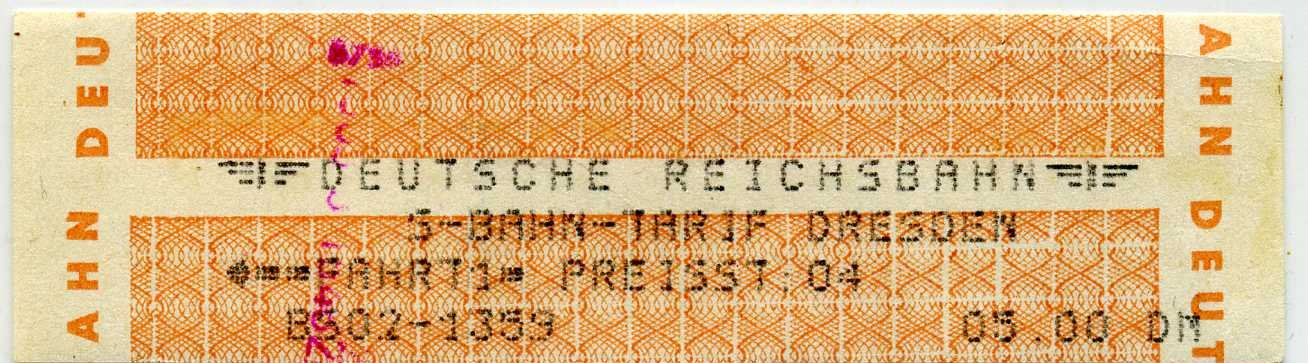
Fahrschein zum S-Bahn-Tarif, 1994

In der ersten Hälfte der 1990er Jahre wurde das umfassende Verkehrskonzept 1994 für Dresden und das Umland erarbeitet und durch den Stadtrat beschlossen. Das für die S-Bahn betrachtete Umland beinhaltete Riesa im Nordwesten, Bischofswerda im Nordosten und Freiberg im Südwesten zusätzlich zu den Räumen um Pirna, die im vorhandenen Netz erfasst werden.
Dabei waren S-Bahn-Linien vom Hauptbahnhof nach Riesa und Großenhain auf der Strecke über Cossebaude vorgesehen. Auf der viergleisigen Strecke über Radebeul nach Coswig hatte man nur eine Linie geplant. Die Linie S 2 sollte wechselnd Königsbrück und den Flughafen anfahren (die letzte Variante ist umgesetzt). S-Bahn-Linien von Bischofswerda und Kamenz sollten auf der Stammstrecke von Dresden-Neustadt nach Heidenau verkehren und in Dohna auf der Müglitztalbahn enden. Heidenau, Pirna und Bad Schandau wurden dagegen nicht als mögliche Endstationen betrachtet. Das Verkehrskonzept sah auf der Stammstrecke mit eigenen S-Bahn-Gleisen vier Linien vor, die den Takt auf 7,5 Minuten verdichtet hätten. Diese Planungen wurden jedoch schon Ende der 1990er Jahre wieder verworfen. Die S-Bahn-Linie nach Tharandt sollte bis Freiberg verlängert werden, was seit dem Fahrplanwechsel vom 9. Dezember 2007 mit der S 30 (inzwischen S 3) teilweise realisiert wurde.

### Weitere Überlegungen

#### Stadtgebiet Dresden
Neben den bereits neu errichteten S-Bahnhöfen Dresden Freiberger Straße, Dresden Flughafen, Meißen Altstadt und Dresden Bischofsplatz wird dem Entwurf des Verkehrsentwicklungskonzepts 2025 der Stadt Dresden zufolge jeweils ein weiterer S-Bahn-Haltepunkt in Dresden mit dem Namen Dresden-Albertstadt an der Ecke Königsbrücker Straße/Stauffenbergallee (S 2 und S 8) und an der Nossener Brücke (S 3) angestrebt.

#### Erweiterung des Liniennetzes

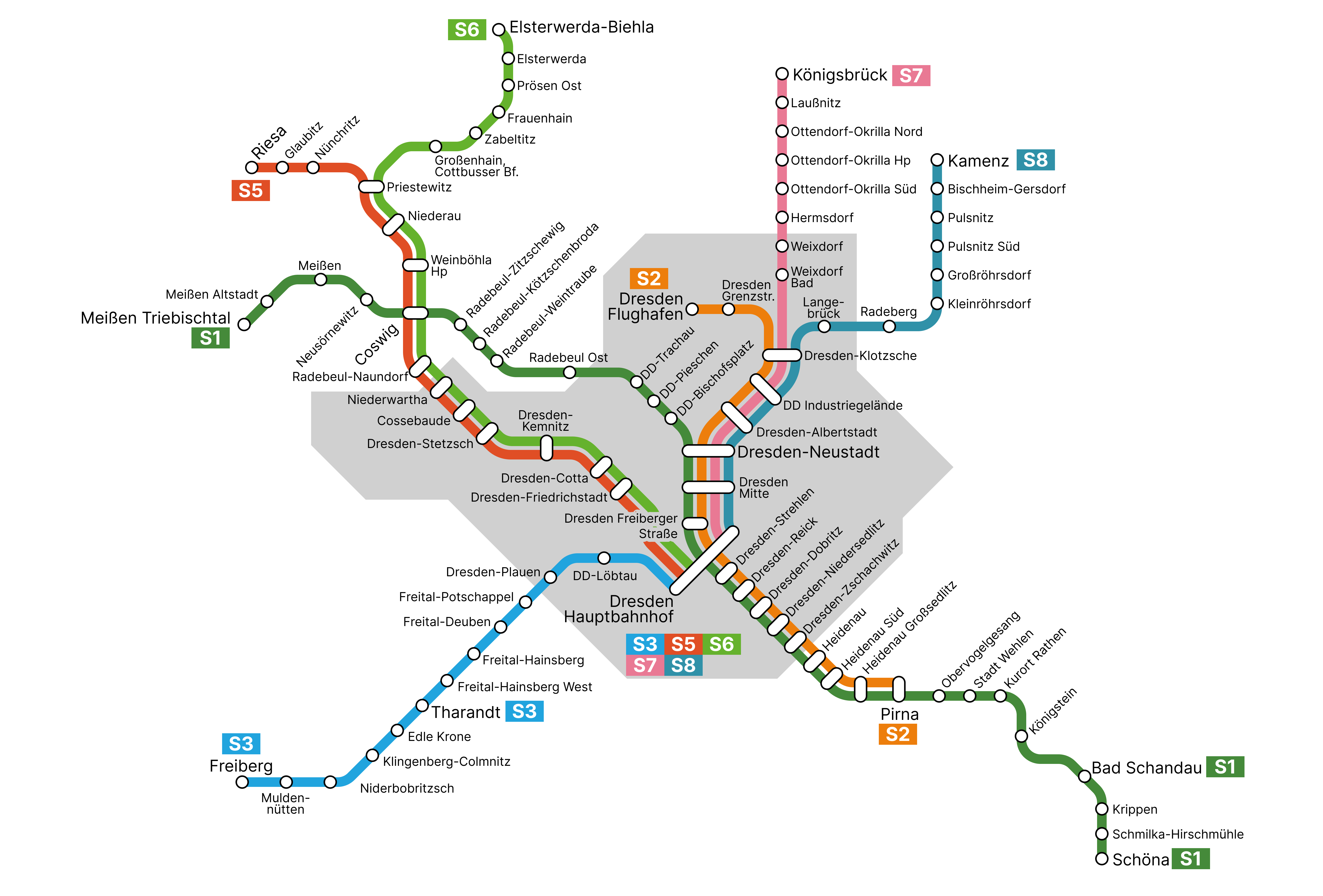
Geplante Linien und Stationen der S-Bahn Dresden

Der Verkehrsentwicklungsplan der Stadt Dresden enthält die Forderung, linkselbisch zwischen Hauptbahnhof und Coswig eine weitere S-Bahn-Linie einzurichten. Sie soll den vorhandenen Regionalzug-Verkehr verstärken. Angestrebt wird ein 30-Minuten-Takt über die Friedrichstadt und Cotta. In Cotta soll eine neue Zentralhaltestelle mit Umsteigemöglichkeiten zu den Bussen und Straßenbahnen entstehen. Ende 2023 begannen die ersten bauvorbereitenden Arbeiten. Die Hauptarbeiten sollen voraussichtlich von März 2026 bis Juni 2028 durchgeführt werden.
Ende Mai 2018 machte der Verkehrsverbund Oberelbe (VVO) Überlegungen öffentlich, in Zukunft neue S-Bahn-Linien nach Elsterwerda, Königsbrück, Kamenz und Bautzen einzuführen. Eine erste Stufe wurde im Dezember 2021 erreicht, wobei die Verbindung Dresden–Kamenz als S 8 geführt (bisher RB 34) und verdichtet wurde.

## Fahrgastzahlen
Mit den Dresdner S-Bahn-Linien sind montags bis freitags 49.124 Fahrgäste pro Tag unterwegs (Stand: 2022). Dies sind etwa ?% der Eisenbahnfahrgäste im VVO-Gebiet. Im November 2013 gab die Deutsche Bahn die Zahl der täglichen Fahrgäste mit rund 36.000 an.
Die einzelnen Linien verzeichneten 2015 folgende durchschnittliche tägliche Fahrgastzahlen:
S1 Dresden – Schöna
- wochentags: 14.420 Fahrgäste (2009: 12.060 Fahrgäste)
- Wochenende/Feiertag: 13.760 Fahrgäste (2009: 12.085 Fahrgäste)
- Täglich: 32.659 Fahrgäste (Stand 2022)
- ca. 11.921.000 Fahrgäste im Jahr 2022

S2 Dresden – Pirna
- wochentags: 3.690 Fahrgäste (2009: 4.190 Fahrgäste)
- Täglich: 8.709 (Stand 2022)
- ca. 3.179.000 Fahrgäste im Jahr 2022

S3/RB30 Dresden – Tharandt
- wochentags: 5.450 Fahrgäste (2009: 4.480 Fahrgäste)
- Wochenende/Feiertag: 3.360 Fahrgäste (2009: 2.775 Fahrgäste)
- Täglich: 2.013 Fahrgäste (Stand 2022)
- ca. 735.000 im Jahr 2022

S8 Dresden – Kamenz
- Täglich: 5.743 Fahrgäste (Stand 2022)
- ca. 2.096.000 Fahrgäste im Jahr 2022

Die S 1 wird im Kreis Meißen von 9000 Reisenden pro Tag genutzt, rund 7000 fahren über die Stadtgrenze von und nach Dresden (Stand: 2016).
2017 wurden 15 Mio. Fahrgäste gezählt, mehr als zehn Prozent mehr als im Vorjahr. Zwischen Dresden und Meißen wurden dabei eine Million mehr Fahrgäste gezählt.

## Kundengarantien
Zum 12. Dezember 2010 traten im Dresdner S-Bahn-Netz Kundengarantien des Verkehrsverbundes Oberelbe (VVO) in Kraft. Im Einzelnen sind das:
- Pünktlichkeitsgarantie: Erreicht der Zug den Einstiegsbahnhof 15 Minuten zu spät oder verpasst der Kunde seinen Zug, weil dieser zu früh abfuhr, wird die Weiterfahrt im VVO-Gebiet organisiert. Die Garantie greift ebenso, wenn der Zug mehr als 15 Minuten später als geplant ans Ziel kommt.
- Anschlussgarantie: Im VVO gibt es mit Coswig, Dresden-Neustadt und Dresden Hauptbahnhof Bahnhöfe mit Anschlusssicherung. Der Kunde erhält eine Entschädigung, wenn er in den sogenannten Tagesrandlagen seinen Anschluss an ein anderes Verkehrsmittel im Verbundraum nicht erreicht oder sich die Fahrt um mehr als 15 Minuten verzögert. Des Weiteren wird durch DB Regio die alternative Weiterreise mittels Sammeltaxi oder Taxi garantiert.
- Sauberkeitsgarantie: Saubere Fahrzeuge sind selbstverständlich, sie werden vor und im laufenden Betrieb regelmäßig gereinigt. Wird dennoch das Kleidungsstück eines Fahrgastes durch Verschulden des Eisenbahnunternehmens schmutzig, übernimmt das Eisenbahnunternehmen die Reinigungskosten.
- Informationsgarantie: Gibt es Störungen im Betriebsablauf, müssen innerhalb von fünf Minuten die Kunden darüber aufgeklärt werden. Zudem ist von dieser Garantie der Fall umfasst, dass der Fahrgast die Differenz zurückerhält, wenn er aufgrund von fehlerhaften oder unvollständigen Informationen durch das Unternehmen zu viel gezahlt hat. Der zentrale Kundenservice hilft kostenfrei per Anruf, Fax oder E-Mail.

Für alle Kundengarantien gilt, dass betroffene Fahrgäste als Entschädigung neben den aufgeführten Leistungen zudem ein Garantieticket in Form einer 4er-Karte im Wert von derzeit 10,60 € erhalten.

## Ausschreibung der Verkehrsleistungen 2010
Am 11. März 2008 veröffentlichte der Zweckverband Verkehrsverbund Oberelbe (ZVOE) die Ausschreibung der Verkehrsleistung aller Linien der S-Bahn Dresden. Diese waren im Los 1 zusammengefasst. Das Los 2 umfasste die Regionalbahn-Linien RB 33 (Dresden–Königsbrück) und RB 34 (Dresden–Kamenz). Das Los 3 umfasste die Regionalbahn-Linien RB 71 (Pirna–Neustadt–Bad Schandau) und RB 72 (Heidenau–Altenberg) sowie den Wintersportexpress RE 19 Dresden–Heidenau–Altenberg.
Bis zum 28. Juli 2008 hatten die interessierten und am Verfahren zugelassenen Unternehmen die Gelegenheit, ihre Angebote beim ZVOE abzugeben. Zahlreiche Unternehmen haben ihr Interesse an den Verkehrsleistungen bekundet. Anschließend fand ein Verhandlungsverfahren statt, um das wirtschaftlichste Angebot zu ermitteln. Die Betriebsaufnahme auf den ausgeschriebenen Strecken war im Dezember 2010. Die neuen Verträge haben eine Laufzeit von zehn Jahren, optional sind vier weitere Jahre vorgesehen.

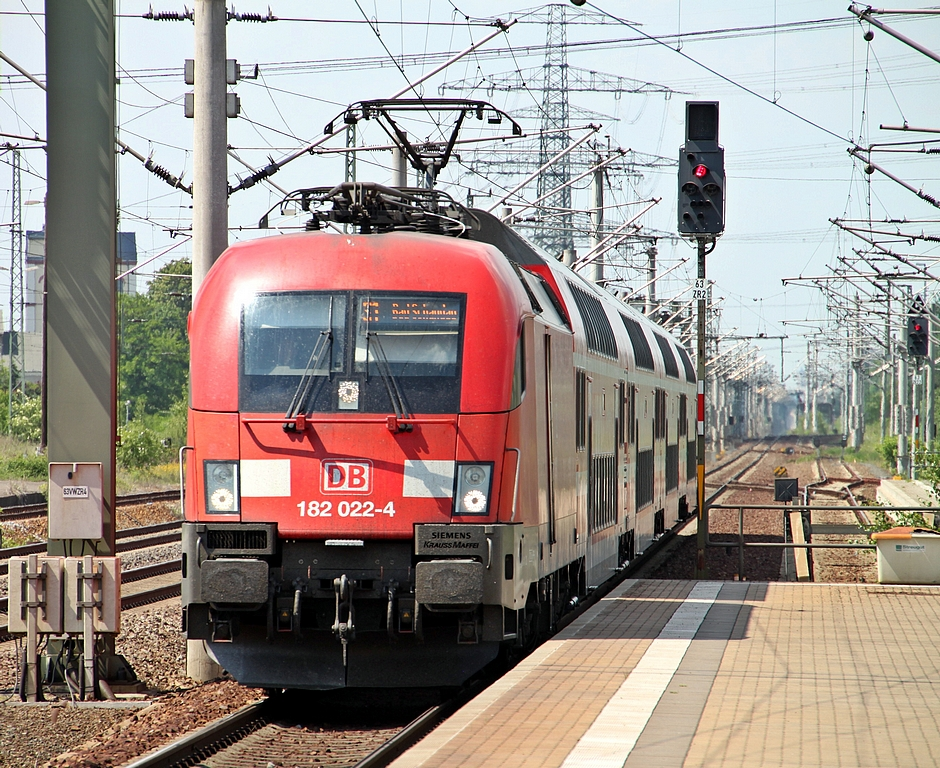
Zug der S 1 mit der in den Fahrplanjahren 2012 bis 2015 eingesetzten Lokomotive der Baureihe 182 in Heidenau

Die Verkehrsleistungen wurden nach der Entscheidung im März 2010 an den bisherigen Anbieter DB Regio vergeben, sodass die S-Bahn bis Dezember 2027 betrieben wird. DB Regio kündigte an, ab Dezember 2010 die eingesetzten Lokomotiven auf der S 1 gegen leistungsfähigere Lokomotiven der Baureihe 182, die von DB Schenker übernommen wurden, auszutauschen. Auch soll eine Videoüberwachung in den Wagen nachgerüstet werden.
Für die Lose 2 und 3 sollte die Eisenbahngesellschaft Potsdam den Zuschlag erhalten. Jedoch wurde das Vergabeverfahren von der Vergabekammer des Freistaats Sachsen beanstandet und die Ausschreibung für die beiden Lose aufgehoben. In einer zweiten Ausschreibung gewann die Eisenbahngesellschaft Potsdam ebenfalls. Der Betrieb wurde auf die damalige Tochter der Eisenbahngesellschaft Potsdam, die Städtebahn Sachsen, übertragen. Der Verkehrsvertrag mit der später eigenständigen Städtebahn Sachsen sollte eigentlich nur bis Dezember 2014 gelten, um eine Neuausschreibung mit dem Ostsachsen-Netz des ZVON zu ermöglichen. Da diese gemeinsame Ausschreibung nicht zustande kam, wurde der Verkehrsvertrag bis Dezember 2024 verlängert.

## Ausschreibung der Verkehrsleistungen 2027
Im Dezember 2021 wurde eine Ausschreibung für den Betrieb der Linien S1, S2, S3 und S11 über 15 Jahre, beginnend im Dezember 2027, angekündigt. Pro Jahr sollen rund 3,93 Millionen Zugkilometer angeboten werden. Als S11 werden im Vergabeverfahren die Verstärkerleistungen der S1 zwischen Pirna und Meißen bezeichnet.
Im Dezember 2024 hat der VVO entschieden, dass das Netz bis 2042 weiterhin von der Deutschen Bahn betrieben werden soll. Alle 81 Doppelstockwagen sollen modernisiert werden, indem sie neu lackiert werden und eine neue Innenausstattung erhalten. So sollen alle Wagen mit Steckdosen sowie W-LAN ausgestattet werden. Außerdem ist geplant, dass alle Lokomotiven der Baureihe 143 durch die leistungsstärkere Baureihe 146 ersetzt werden. Zudem soll es auf allen ausgeschriebenen Linien zu Kapazitätserweiterungen kommen, denn auf allen Umläufen, auf denen aktuell zwei Doppelstockwagen eingesetzt werden (S2, S3 sowie S1-Verstärker), werden zukünftig drei Wagen eingesetzt.
Im Sommer 2026 soll abhängig von der Haushaltslage entschieden werden, ob die Verstärkerfahrten auf der S1 ab Dezember 2027 ganztägig gefahren werden sollen. Zu einer ursprünglich geplanten Linie S5 zwischen Dresden und Riesa wird es aus finanziellen Gründen hingegen nicht kommen.